# گرت لونی
گرت لونی (انگلیسی: Garrett Lowney؛ زادهٔ ۳ اکتبر ۱۹۷۹) کشتی‌گیر اهل ایالات متحده آمریکا است.
وی در مسابقات کشوری و بین‌المللی در مجموع برندهٔ ۱ مدال برنز شده‌است.